# NGC 7305
NGC 7305 est une galaxie elliptique compacte, située dans la constellation de Pégase. Cette galaxie a été découverte par l'astronome américain Lewis Swift en 1886.
La vitesse de NGC 7305 par rapport au fond diffus cosmologique est de 7 437 ± 36 km/s, ce qui correspond à une distance de Hubble de 109,7 ± 7,7 Mpc (∼358 millions d'al).